# ビソラン
ビソラン（ポルトガル語:Bissorã）とは、ギニアビサウ共和国オイオ州に属する国内第四位の人口を有する都市。

## 歴史
1974年、ポルトガルの首都リスボンでカーネーション革命が起こり、ポルトガルはギニアビサウの独立を承認した。それまでポルトガル陸軍に所属し、独立派のゲリラと闘っていたギニア兵は武装解除され、現地に残された。ごく一部の兵はポルトガルや他のアフリカ諸国に逃れたが、残る大半は独立後のギニアビサウにおいて権力を掌握したギニア・カーボベルデ独立アフリカ党により処刑された。最も有名な虐殺が行われたのがビソランである。